# 이천시의 국회의원

## 행정구역 변천
- 1945년 8월 15일 경기도 이천군
- 1996년 3월 1일 경기도 이천시(이천읍 폐지)

## 이천시의 역대 국회의원 일람
| 대수         | 이름           | 소속정당           | 임기                               | 선거구역                             |
| ------------ | -------------- | ------------------ | ---------------------------------- | ------------------------------------ |
| 제1대        | 송창식(宋昌植) | 대한독립촉성국민회 | 1948년 5월 31일 ~ 1950년 5월 30일  | 이천군 일원                          |
| 제2대        | 이종성(李宗聖) | 무소속             | 1950년 5월 31일 ~ 1954년 5월 30일  | 이천군 일원                          |
| 제3대        | 김병철(金炳哲) | 자유당             | 1954년 5월 31일 ~ 1958년 5월 30일  | 이천군 일원                          |
| 제4대        | 이기붕(李起鵬) | 자유당             | 1958년 5월 31일 ~ 1960년 4월 28일  | 이천군 일원                          |
| 제5대 민의원 | 최하영(崔夏永) | 자유당             | 1960년 7월 29일 ~ 1961년 2월 21일  | 이천군 일원                          |
| 제5대 민의원 | 백두진(白斗鎭) | 무소속             | 1961년 4월 25일 ~ 1961년 5월 16일  | 이천군 일원                          |
| 제6대        | 신하균(申河均) | 민정당             | 1963년 12월 17일 ~ 1967년 6월 30일 | 광주군·이천군 일원                   |
| 제7대        | 차지철(車智澈) | 민주공화당         | 1967년 7월 1일 ~ 1971년 6월 30일   | 광주군·이천군 일원(제5선거구)        |
| 제8대        | 차지철(車智澈) | 민주공화당         | 1971년 7월 1일 ~ 1972년 10월 17일  | 광주군·이천군 일원                   |
| 제9대        | 차지철(車智澈) | 민주공화당         | 1973년 3월 12일 ~ 1974년 8월 20일  | 여주군·광주군·이천군 일원(제4선거구) |
| 제9대        | 오세응(吳世應) | 신민당             | 1973년 3월 12일 ~ 1979년 3월 11일  | 여주군·광주군·이천군 일원(제4선거구) |
| 제10대       | 정동성(鄭東星) | 민주공화당         | 1979년 3월 12일 ~ 1980년 10월 27일 | 성남시·여주군·광주군·이천군 일원     |
| 제10대       | 오세응(吳世應) | 무소속             | 1979년 3월 12일 ~ 1980년 10월 27일 | 성남시·여주군·광주군·이천군 일원     |
| 제11대       | 정동성(鄭東星) | 민주정의당         | 1981년 4월 11일 ~ 1985년 4월 10일  | 여주군·이천군·용인군 일원            |
| 제11대       | 조종익(趙鍾益) | 민주한국당         | 1981년 4월 11일 ~ 1985년 4월 10일  | 여주군·이천군·용인군 일원            |
| 제12대       | 정동성(鄭東星) | 민주정의당         | 1985년 4월 11일 ~ 1988년 5월 29일  | 여주군·이천군·용인군 일원            |
| 제12대       | 조종익(趙鍾益) | 민주한국당         | 1985년 4월 11일 ~ 1988년 5월 29일  | 여주군·이천군·용인군 일원            |
| 제13대       | 이영문(李榮文) | 민주정의당         | 1988년 5월 30일 ~ 1992년 5월 29일  | 이천군 일원                          |
| 제14대       | 이영문(李榮文) | 민주자유당         | 1992년 5월 30일 ~ 1996년 5월 29일  | 이천군 일원                          |
| 제15대       | 황규선(黃圭宣) | 통합민주당         | 1996년 5월 30일 ~ 2000년 5월 29일  | 이천시 일원                          |
| 제16대       | 이희규(李熙圭) | 새천년민주당       | 2000년 5월 30일 ~ 2004년 5월 29일  | 이천시 일원                          |
| 제17대       | 이규택(李揆澤) | 한나라당           | 2004년 5월 30일 ~ 2008년 5월 29일  | 이천시·여주군 일원                   |
| 제18대       | 이범관(李範觀) | 한나라당           | 2008년 5월 30일 ~ 2012년 5월 29일  | 이천시·여주군 일원                   |
| 제19대       | 유승우(柳勝優) | 새누리당           | 2012년 5월 30일 ~ 2016년 5월 29일  | 이천시 일원                          |
| 제20대       | 송석준(宋錫俊) | 새누리당           | 2016년 5월 30일 ~ 2020년 5월 29일  | 이천시 일원                          |
| 제21대       | 송석준(宋錫俊) | 미래통합당         | 2020년 5월 30일 ~ 2024년 5월 29일  | 이천시 일원                          |
| 제22대       | 송석준(宋錫俊) | 국민의힘           | 2024년 5월 30일 ~                  | 이천시 일원                          |

## 같이 보기
- 이천군 (1988년 선거구)
- 이천시 (1996년 선거구)
- 이천시 (2012년 선거구)
- 이천시·여주군
- 용인시의 국회의원
- 용인군의 국회의원
- 안성시의 국회의원
- 안성군의 국회의원
- 평택시의 국회의원
- 평택군의 국회의원
- 광주시의 국회의원
- 광주군의 국회의원
- 여주시의 국회의원
- 여주군의 국회의원